# 2664 Евергарт
2664 Евергарт (2664 Everhart) — астероїд головного поясу, відкритий 7 вересня 1934 року.
Тіссеранів параметр щодо Юпітера — 3,514.